# Anna Svarovská-Vopičková
Anna Svarovská-Vopičková (3. března 1915 – ???) byla česká a československá politička Komunistické strany Československa a poúnorová poslankyně Národního shromáždění ČSR.

## Biografie
Od mládí působila v komunistické tělovýchovné organizaci. Od roku 1940 byla členkou Komunistické strany Československa. Za druhé světové války se zapojila do domácího protinacistického odboje a od roku 1942 byla vězněna v koncentračním táboře Ravensbrück. Po válce žila v Ústí nad Labem a pracovala jako referentka. Zapojila se do stranického aparátu. Po několik let zastávala funkci tajemnice krajského výboru KSČ. Ještě v polovině 80. let 20. století je uváděna jako členka komise obvodního výboru KSČ na Praze 4 pro zkvalitňování členské základny.
Po volbách roku 1948 byla zvolena do Národního shromáždění za KSČ ve volebním kraji Ústí nad Labem. Mandát nabyla až dodatečně v září 1953 jako náhradnice poté, co rezignoval poslanec Jindřich Šnobl. V parlamentu zasedala do konce funkčního období, tedy do voleb v roce 1954.
Působila jako novinářka. V květnu 1969 patřila k signatářům prohlášení Slovo do vlastních řad, v němž novináři loajální husákovskému vedení strany odsoudili chování těch žurnalistů, kteří podporovali pražské jaro. Byla redaktorkou listu Tribuna. V září 1971 jí byla udělena Československá novinářská cena. Roku 1973 získala Řád Vítězného února. Kromě toho jí byl udělen Řád práce, Řád 25. února a roku 1958 a 1965 i Vyznamenání Za zásluhy o výstavbu.